# Учкулан (аул)
Учкулан (карач.-балк. Учкулан) — аул в Карачаевском районе Карачаево-Черкесии. Административный центр Учкуланского сельского поселения.

## География
Располагается вдоль реки Учкулан, где в неё впадает река Учкуланичи и Уллу-Кам, в 37 км юго-восточнее Карачаевска. Районный центр и Учкулан соединяет автодорога, отремонтированная в 2013 году.

## История
Аул Учкулан насчитывает несколько сотен лет. В 1878 году Учкулане было открыто самое первое светское учебное заведение в Карачаевском крае — народное училище с пятилетним обучением. В конце XIX начале XX века Учкулан входил в Баталпашинское отделение Кубанской области. Население тогда составляло более 5 тысяч жителей, функционировали 2-классное училище с общежитием для горцев, 5 мечетей, 19 лавок, 5 кузниц. Было развито скотоводство (овец более 60 тысяч). Работали 19 пчеловодов, у которых находилось более 1200 ульев.

В 1957 году указом Президиума Верховного Совета РСФСР село Маднисхеви переименовано в аул Учкулан.

## Население
| 1897 | 2002 | 2010 | 2021  |
| ---- | ---- | ---- | ----- |
| 5825 | ↘743 | ↗773 | ↗1057 |

## Известные уроженцы
- Биджиев, Солтан-Хамид Локманович (1919—1995) — советский военный лётчик. Герой Российской Федерации (1995, посмертно).
- Ижаев, Абдулла Махаевич (1920—1995) — Герой Российской Федерации.
- Семёнов, Исмаил Унухович — Карачаевский поэт, член Союза писателей СССР.

## Топографические карты
- Лист карты K-38-I Кисловодск. Масштаб: 1 : 200 000. Состояние местности на 1983 год. Издание 1988 г.